# Chelsea (Míchigan)
Chelsea es una ciudad ubicada en el condado de Washtenaw en el estado estadounidense de Míchigan. En el Censo de 2010 tenía una población de 4944 habitantes y una densidad poblacional de 518,02 personas por km².

## Geografía
Según la Oficina del Censo de los Estados Unidos, Chelsea tiene una superficie total de 9.54 km², de la cual 9.41 km² corresponden a tierra firme y (1.38%) 0.13 km² es agua.

## Demografía
Según el censo de 2010, había 4944 personas residiendo en Chelsea. La densidad de población era de 518,02 hab./km². De los 4944 habitantes, Chelsea estaba compuesto por el 96.1% blancos, el 0.36% eran afroamericanos, el 0.26% eran amerindios, el 1.13% eran asiáticos, el 0.02% eran isleños del Pacífico, el 0.59% eran de otras razas y el 1.54% pertenecían a dos o más razas. Del total de la población el 2.49% eran hispanos o latinos de cualquier raza.